# ガールズbeアンビシャス!
『ガールズbeアンビシャス!』（ガールズ・ビー・アンビシャス）は、2013年8月30日にSCOREより発売された18禁恋愛アドベンチャーゲームである。

## 概要
「セレブ」と「庶民」が区別される学園を舞台に、庶民の主人公が格差の壁を乗り越えてセレブのヒロイン達と愛を育む学園ラブストーリーである。
企画原案・プロデュースを『恋姫†無双』シリーズを手がけたK・バッジョ、ディレクションとメインシナリオを『あっぱれ!天下御免』シリーズのシナリオライター・ミノリが担当した。作品のテーマは「少年少女の青春物語」で、セレブと庶民という立場の違いや将来への不安を、恋人や仲間と乗り越えて未来を手に入れる一生懸命さや熱い絆を描いている。
原画は、『戦国†恋姫〜乙女絢爛☆戦国絵巻〜』の原画家オーディションを勝ち抜いたぎん太郎とMtUが担当した。2人は社内でゲーム制作を学ぶ下積みを1年ほど経た後、『戦国†恋姫』の前に実戦経験を積ませたい社の意向から、初めてのゲームメイン原画となった。
ゲームシステムでは、主人公（プレイヤー）とヒロインの会話により、その後のヒロインの服装や髪型が変化する「ヒロインチェンジモード」を搭載している。バッジョによれば「何気ない会話の中の言葉を女の子が憶えていて、それを実践してくれる嬉しさ」を表現したかったという。

## あらすじ
（出典：）
島田遥斗が通う私立海堂学園は、上級階級の子が通う国際プロトコル修学コース（セレブ校舎）と、中級階級以下の子が通う一般科目履修コース（庶民校舎）とが、巨大な壁に隔てられている。生徒たちは互いのコースを敵視し、特に遥斗をはじめ庶民側の生徒たちは設備の格差に大きな不満を抱いていた。ある日、一泡吹かせようとセレブ校舎へ忍び込んだ遥斗は、迷いこんだ植物園で美しい少女・風香と出会う。それをきっかけに、一方的に決められたセレブと庶民の格差を打ち破ろうと、遥斗は仲間たちと奮闘していく。

## 登場人物
（出典：）

### 庶民側
島田 遥斗（しまだ はると）
声 - なし
今作の主人公。他の学生と同様に当初はセレブを憎んではいるが風香や英玲那、唯芹との出会いを得て個々を憎むのはどうかという考えに至る。
風香の家柄を唯芹から教わった時も「理解はした、その上で言う。だからどうした？」と返した。半分一人暮らしのようなもので料理もそれなりに出来る。
青野 瀬菜（あおの せな）
声 - 民安ともえ
ヒロインの一人。幼馴染みであり、阿吽の仲に近いので夫婦と冷やかされる事もある。彼女の髪型は全て「ウィッグ」である
遥斗の両親不在は多い為、近くであり幼馴染みである瀬菜に世話を頼んでいる。
本当は遥斗の事が好きだが、今の関係を壊したくない為、あえて黙っている。
家事は得意だが、それは上記の通り遥斗の両親が不在がちなので挑戦してみたら楽しくなったからである。
大神 琉生（おおがみ るい）
声 - 桃井いちご
悪友の一人。女子みたいな容姿だが男子である。幼い頃より女装させられて弄られていたため女装するには嫌がる。
女装してセレブ校舎に忍び込む時にはノリノリであった。
虎丸 泰我（とらまる たいが）
声 - 我妻鉄生
悪友の一人。独特のセリフをよく言うので理解するのには琉生や元樹の通訳が必要な場合が多い。
龍己 元樹（たつみ げんき）
声 - おにぎり山次郎
悪友の一人。「全力を出せ！」「共に汗を流せば分かり合える！」など熱いセリフを口にする熱血漢。
年上が好み。

### セレブ側
弓槻 風香（ゆづき ふうか）
声 - 海乃奏多
ヒロインの一人。生徒会役員では無いが生徒会長よりも権力を持っているが本人はそんなもの要らないと思っている。
自分が籠の鳥であり、世間知らずであることを自覚しており、『外の世界』に興味津々である。
携帯は持っていない。箱入りだったせいか体力が無く、すぐに倒れる事が多い。
生徒会長よりも権力を持っているのは彼女の祖父が政界の大物だからである。
最初こそは庶民の事は興味が無かったが遥斗と知り合い、会話を重ねていくうちに英玲那と同じ考えを持つようになる。
堤 唯芹（つつみ いせり）
声 - 柚木サチ
ヒロインの一人。風香の自称保護者であるが遥斗も唯芹に対し保護者と発言している。
セレブ校舎内ではそれなりにセレブっているが、遥斗に対し鋭いツッコミを入れたりするなどとてもセレブとは思えない言動をする。
実は父親はセレブだが、母親は庶民である。その為セレブ校舎を窮屈と思っている。
御陵 英玲那（みささぎ えれな）
声 - 倉田まりや
ヒロインの一人。生徒会長だが面白い事が大好きである。
庶民の事は見下しておらず、壁に挑む好敵手として認識している。
庶民側からもセレブは憎いが彼女は別と認識されている。
彼女個人としては庶民と触れ合った末に堕落するのは自業自得という考えを持っており、個人の交流については認めている。
式宮 蒼馬（しきのみや そうま）
声 - 椎名新
生徒会の副会長である。性格はかなり悪く、庶民を完全に見下している。
髪を下した（ウィッグを付けた）瀬菜に恋してしまう。

## スタッフ
（出典：）
- 企画原案・プロデュース - K・バッジョ
- シナリオ - ミノリ、danke、ギハラ
- 原画 - ぎん太郎（風香・唯芹）、MtU（英玲那・瀬菜）
- 音楽 - Loser Kashiwagi(sunnyfield)

## 主題歌
（出典：）
Boys & Girls be ambitious!
歌 - Rita、民安ともえ / 作詞・作曲 - Loser Kashiwagi(sunnyfield)